# ژومادیان
ژومادیان (به لاتین: Zhumadian) یک شهر مرکزی در جمهوری خلق چین است که در استان هنان واقع شده‌است. ژومادیان ۱۴٬۹۷۴ کیلومتر مربع مساحت و ۷٬۲۳۰٬۷۴۴ نفر جمعیت دارد.

## خواهرخوانده
شهر مدجیجا خواهرخواندهٔ ژومادیان هست.